# Cosmarium tenue
Cosmarium tenue là một loài Song tinh tảo trong họ Desmidiaceae, thuộc chi Cosmarium.